# Nova União (Rondônia)
Nova União este un oraș în Rondônia (RO), Brazilia.